# Lola Vice
Valerie Loureda, meglio conosciuta con il ring name Lola Vice (Miami, 19 luglio 1998), è una wrestler e artista marziale statunitense sotto contratto con la WWE.

## Biografia
È nata a Miami il 19 luglio 1998 e ha discendenze cubane.

## Carriera
Nel marzo 2022, Loureda svolse tre giorni di prova con la WWE nel fine settimana di WrestleMania 38. Nel mese di agosto firmò un contratto con la federazione e fu assegnata al Performance Center. Fece il suo debutto il 12 novembre, in un evento dal vivo di NXT. Il 6 dicembre, Loureda annunciò che il suo nuovo ring name sarebbe stato Lola Vice.
Vice fece il suo debutto televisivo il 27 gennaio 2023 a NXT Level Up, contro Dani Palmer perdendo. Dopo aver perso in coppia con Elektra Lopez contro Katana Chance e Kayden Carter, Vice si alleò con Lopez diventando una heel il 13 giugno.

## Personaggio

### Mosse finali
- Buenas Noches (Spinning Back Kick)

### Soprannomi
- "Master"